# Arycanda monochrias
Arycanda monochrias är en fjärilsart som beskrevs av Edward Meyrick 1897. Arycanda monochrias ingår i släktet Arycanda och familjen mätare. Inga underarter finns listade i Catalogue of Life.